# Haemodorum brevisepalum
Haemodorum brevisepalum är en enhjärtbladig växtart som beskrevs av George Bentham. Haemodorum brevisepalum ingår i släktet Haemodorum och familjen Haemodoraceae. Inga underarter finns listade.